# Calhoun County, Florida
Calhoun County är ett county i nordvästra delen av delstaten Florida. Den administrativa huvudorten (county seat) är Blountstown och ligger cirka 75 km väster om delstatens huvudstad Tallahassee, nära gränsen till delstaten Alabama.

## Geografi
Enligt United States Census Bureau har countyt en total area på 1 487 km². 1 469 km² av den arean är land och 18 km² är vatten. 

### Angränsande countyn
- Jackson County, Florida - nord
- Gadsden County, Florida - nordöst
- Liberty County, Florida - öst
- Gulf County, Florida - syd
- Bay County, Florida - väst

### Större städer och samhällen
- Blountstown, med cirka 2 450 invånare